# 奎查恩人

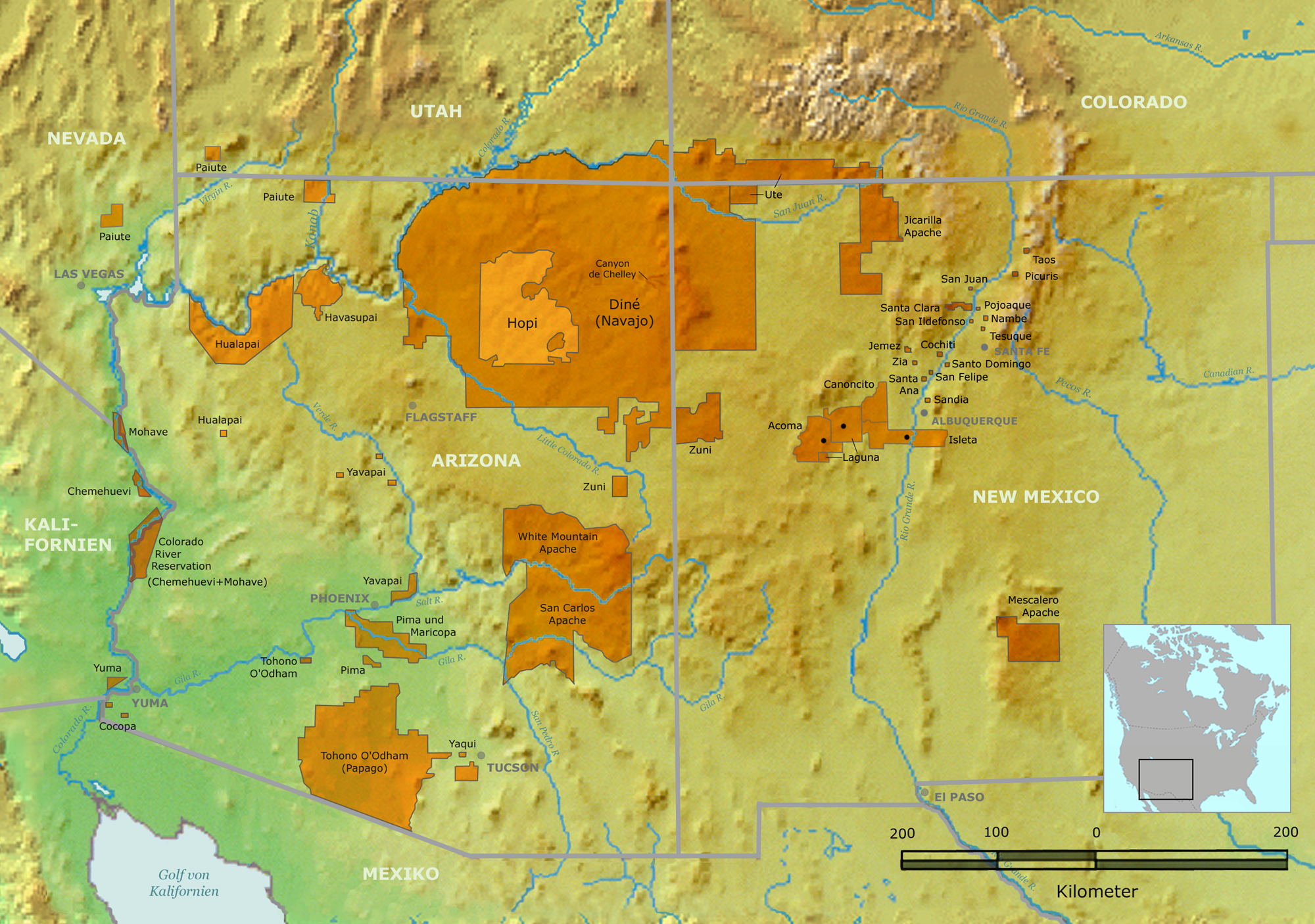
奎查恩人和周围部落在美国西南部的保留地

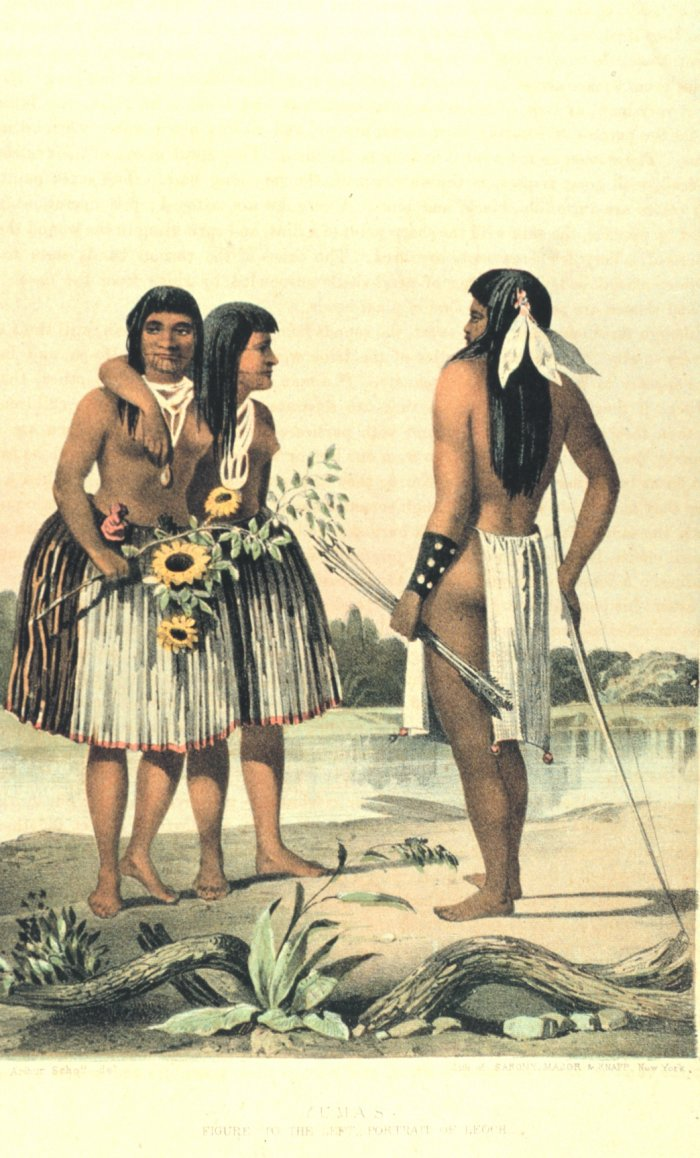
奎查恩人，出自《United States and Mexican Boundary Survey》，1857年在华盛顿出版，第一卷

奎查恩人（Quechan）又称尤马人（Yuma），是美国西南的一个印第安人部落。他们生活在亞利桑那州科羅拉多河畔。奎查恩人是他们自称的名字。这个名字来自一条路的名字，传说他们的祖先来自一座叫做的圣山，他们下山的路叫做奎查恩。他们的语言是尤马语，属于霍坎语系。

## 居住区
奎查恩人住在希拉河注入科罗拉多河下游的地方，他们的邻近部落为住在北部的莫哈维人和住在南部的科科帕人。绿色的科罗拉多河谷被周围的沙漠包围。在过去大坝还没有建成之前每天河谷会被大水淹没。大水带来许多淤泥，成为非常肥沃的农田。今天奎查恩人主要居住在亚利桑那州与加利福尼亚州交界处的一个约176平方公里大的保留地。

## 历史
1540年西班牙人埃尔难多·德·阿拉尔孔架帆船逆科罗拉多河上行，这是奎查恩人首次与欧洲人接触。1698年尤塞比欧·弗朗西斯科·基诺（Eusebio Francisco Kino）在去加利福尼亚州的路上在奎查恩人的村落里住过。
1779年方济各会派人和掩护军队去向奎查恩人传教。奎查恩人保证假如他们被当作同等人看待的话他们不会使用武力，但是他们不肯用他们的土地和自由来换取一个新宗教据说能够带来的富有，由此他们低档了这次入侵的企图。1781年他们摧毁了位于今天尤馬的传教站，杀死了那里的牧师和几名士兵。除了引入新的作物外奎查恩人与西班牙人的接触没有对他们的文化产生任何影响。
加利福尼亚发现金矿导致的淘金热使得成千移民来到奎查恩人的地方。这些人从印第安人的地里偷食物，作为报复奎查恩人抢劫火车。虽然如此当地的状况还是比较平安的。一些奎查恩人甚至在科罗拉多河上建造了一座摆渡，为要过河的白人服务。早在西班牙人到达之前奎查恩人居住的地方就已经拥有战略地位。在这里科罗拉多河比较窄，因此奎查恩人能够控制美洲内地与太平洋海岸的贸易。
奎查恩人低档了所有试图在他们的土地上移民的企图。但是后来美国人在科罗拉多河上自己开了一个摆渡与印第安人竞争时，双方的敌对加剧。约1850年美国在当地设立了一个小军事哨站，要求奎查恩人受他们保护。虽然这个兵营能够较少敌对冲突，但是并未能够防止印第安人的地方被不断地侵袭。
很快双方的冲突热化。1852年美国陆军征服奎查恩人。不过这个征服主要不是依靠双方的战斗导致的，而是通过摧毁印第安人的农田和村落。1884年美国设立了一个印第安人保留地，但是这个保留地主要位于干旱和无法种田的地方。

## 生活方式和文化
过去从秋季到春季奎查恩人住在洪水无法达到的高处的六个居民点中。春季的洪水退后他们在河边干下来的淤泥里种植玉米、豆、南瓜和谷物。他们也采取野生植物（主要是牧豆树）和打鱼来作为食品补充。
每个居民点有一个长老和约数百名居民。1774年西班牙人估计在最大的居民点中约有800多人。假如有比较大的战事或者要进行收获或者葬礼的仪式所有居民点的人都聚集到一起。除此之外所有的人都属于不同的家族。这些家族以玉米、蛇、青蛙等命名。男人不能与自己家族中的女人结婚。至今为止大多数奎查恩人还知道自己是属于哪个家族的，不过很少有人重视这点了。
奎查恩人相信梦能够赋予一个人不寻常的力量。在葬礼仪式上他们用假扮过去的战役和焚烧死者的图像来歌颂死者的英勇和悲伤的意义。这样的仪式今天很少进行了。

## 人口
1776年西班牙人估计奎查恩人有3000人左右。19世纪初的估计也为3000人左右。1910年美国印第安人局的数据仅为655人。1929年为826人，1937年848人。今天的数据为2182人。

## 书籍
- William C. Sturtevant (Hrsg.): Handbook of North American Indians, Smithsonian Institution Press, Washington D.C.
  - Alfonso Ortiz (Hrsg.): Southwest Vol. 9, 1979 ISBN 0-16-004577-0
  - Alfonso Ortiz (Hrsg.): Southwest Vol.10, 1983 ISBN 0-16-004579-7